# Lestica alata
Lestica alata är en stekelart som först beskrevs av Georg Wolfgang Franz Panzer 1797.  Lestica alata ingår i släktet Lestica, och familjen Crabronidae. Enligt den finländska rödlistan är arten starkt hotad i Finland. Enligt den svenska rödlistan är arten starkt hotad i Sverige. Arten förekommer i Götaland. Arten har tidigare förekommit i Svealand men är numera lokalt utdöd. Artens livsmiljö är torra gräsmarker.